# Jens Peter Jensen (radikal politiker)
 Der er flere personer med dette navn, se Jens Peter Jensen.
Jens Peter Vollesen Jensen (født 5. august 1899 i Agerskov, død 2. august 1978) var en dansk landmand og politiker. Han var medlem af Folketinget for Det Radikale Venstre fra 1960 til 1966 og fra 1968 til 1971.

## Opvækst, uddannelse og erhverv
Jensen blev født i 1899 i Agerskov i Sønderjylland som dengang tilhørte Preussen. Han var søn af Iver Bertelsen Jensen som var handelsmand og gårdejer. Han gik i tysk kommuneskole fra 1906 til 1914 og var elev på Hoptrup Højskole i 1920. Jensen var uddannet i landbruget og var landmand. Han havde en landbrugsejendom i Vellerup Mark i Agerskov Sogn fra 1922 til 1955.

## Politik
Jens Peter Jensen var medlem af sognerådet i Agerskov Sogn fra 1946 til 1966 og medlem at amtsrådet i Haderslev Amt fra 1950.
Han blev opstillet til Folketinget for Det Radikale Venstre i 1957 i alle opstillingskredse i Haderslev m.fl. Amters Amtskreds. Han blev valgt første gang til Folketing ved folketingsvalget i 1960 og sad i Folket fra 1960 til 1966 og igen fra 1968 til 1971.

## Tillidshverv
Jens Peter Jensen var formand for Agerskov og Omegns Husmandsforening fra 1936 og for Haderslev Vesteramts Husmandsforening fra 1939 til 1968. Han var bestyrelsesmedlem i De samvirkende sønderjydske Husmandsforeninger fra 1938 og formand fra 1945. Han var bestyrelssemedlem i De samvirkende danske Husmandsforeninger fra 1945.
Jensen var også formand for Haderslev-Åbenrå amters Indkøbsforening fra 1940 og for De samvirkende danske Indkøbsforeninger fra 1952, samt bestyrelsesmedlem i Oxeksport fra 1950. Han var formand for Haderslev Amts grundforbedringsudvalg fra 1947 og medlem af bonitetskommissionen fra 1949.